# Championnat du Chili d'échecs
Le championnat du Chili d'échecs est le championnat national d'échecs du Chili, organisé par la fédération chilienne des échecs (Federacion Nacional de Ajedrez de Chile, FENACH). En 2004-2006, un championnat a également été organisé par la FEDAC (Federación Deportiva de Ajedrez de Chile).

## Vainqueurs
| Année | Vainqueur                       |
| ----- | ------------------------------- |
| 1920  | Carlos Peralta                  |
| 1922  | Otto Junge                      |
| 1924  | Mariano Castillo                |
| 1926  | Mariano Castillo                |
| 1927  | Mariano Castillo                |
| 1929  | Mariano Castillo                |
| 1931  | Rodrigo Flores                  |
| 1932  | Enrique Reed                    |
| 1934  | Mariano Castillo                |
| 1935  | Rodrigo Flores                  |
| 1937  | Julio Salas Romo                |
| 1938  | Rodrigo Flores                  |
| 1940  | Mariano Castillo                |
| 1941  | Rodrigo Flores                  |
| 1944  | Rodrigo Flores                  |
| 1946  | Tulio Pizzi                     |
| 1948  | Mariano Castillo                |
| 1949  | Mariano Castillo                |
| 1950  | Rodrigo Flores                  |
| 1951  | Rodrigo Flores                  |
| 1952  | Rodrigo Flores                  |
| 1953  | Mariano Castillo                |
| 1954  | Julio Salas Romo                |
| 1955  | Julio Salas Romo                |
| 1956  | Rodrigo Flores                  |
| 1957  | René Letelier                   |
| 1958  | Moisés Stekel                   |
| 1959  | René Letelier                   |
| 1960  | René Letelier                   |
| 1961  | Rodrigo Flores                  |
| 1962  | Julio Salas Romo                |
| 1964  | René Letelier                   |
| 1965  | Rodrigo Flores                  |
| 1966  | Walter Ader                     |
| 1968  | David Godoy Bugueño             |
| 1969  | Carlos Silva Sanchez            |
| 1970  | Pedro Donoso Velasco            |
| 1971  | Carlos Silva Sanchez            |
| 1972  | René Letelier                   |
| 1974  | Carlos Silva Sanchez            |
| 1975  | Carlos Silva Sanchez            |
| 1976  | Carlos Silva Sanchez            |
| 1977  | Pedro Donoso Velasco            |
| 1978  | Pedro Donoso Velasco            |
| 1979  | Javier Campos Moreno            |
| 1980  | Javier Campos Moreno            |
| 1981  | Iván Morovic                    |
| 1982  | Roberto Cifuentes               |
| 1983  | Roberto Cifuentes               |
| 1984  | Roberto Cifuentes               |
| 1985  | Roberto Cifuentes               |
| 1986  | Roberto Cifuentes               |
| 1987  | Fernando Rosa                   |
| 1988  | Cristhian Montero Martinez      |
| 1989  | Rodrigo Vásquez Schroder        |
| 1990  | Hernán Salazar                  |
| 1991  | Jorge Egger Mancilla            |
| 1992  | Rodrigo Vásquez Schroder        |
| 1993  | Christian Michel                |
| 1994  | Eduardo Arancibia Guzmán        |
| 1995  | Luis Rojas Keim                 |
| 1996  | Jorge Egger Mancilla            |
| 1997  | Luis Valenzuela Fuentealba      |
| 1998  | Christian Michel Yunis          |
| 1999  | Jorge Egger Mancilla            |
| 2000  | Miguel Lobos Barrenechea        |
| 2001  | Luis Valenzuela Fuentealba      |
| 2002  | Luis Rojas Keim                 |
| 2003  | Luis Dobson Aguilar             |
| 2004  | Rodrigo Vasquez Schroder        |
| 2005  | Alvaro Valdés Escobar           |
| 2006  | Eduardo Arancibia Guzmán        |
| 2007  | Mauricio Flores Ríos            |
| 2008  | Hugo López Silva                |
| 2009  | Rodrigo Vasquez Schroder        |
| 2010  | Alvaro Valdés Escobar           |
| 2011  | Pablo Salinas Herrera           |
| 2012  | Pablo Salinas Herrera           |
| 2013  | Rodrigo Vasquez Schroder        |
| 2014  | Cristóbal Henríquez             |
| 2015  | Matias Perez Gormaz             |
| 2016  | Luis Valenzuela Fuentealba      |
| 2017  | Cristóbal Henríquez             |
| 2018  | Cristóbal Henríquez             |
| 2019  | Pablo Salinas Herrera           |
| 2021  | Pablo Salinas Herrera           |
| 2022  | Pablo Salinas Herrera[1]        |
| 2023  | Pablo Salinas Herrera[2]        |
| 2024  | Cristóbal Henríquez Villagra[3] |
Les vainqueurs du championnat organisé par la FEDACH étaient Luis Rojas Keim (en 2004) et Mauricio Flores Ríos (en 2005 et 2006).

## Palmarès du tournoi féminin
| Année | Championne                       |
| ----- | -------------------------------- |
| 2010  | Damaris Abarca González          |
| 2011  | Maria José Pradenas              |
| 2012  | Damaris Abarca González          |
| 2013  | Valentina Jorquera Cabello       |
| 2014  | Damaris Abarca González          |
| 2015  | Constanza Bernal Hurtado         |
| 2016  | Valentina Jorquera Cabello       |
| 2017  | Sofia Pinilla Delgado            |
| 2018  | Valentina Jorquera Cabello       |
| 2019  | Damaris Abarca González          |
| 2021  | Javiera Gómez Barrera            |
| 2022  | Javiera Belén Gómez Barrera (en) |
| 2023  | Damaris Abarca González          |
| 2024  | Valentina Jorquera Cabello       |

## Champions d'échecs par correspondance
1. Osvaldo Latorre Astudillo (1966-1968)
2. Aldo Colombo (1971-1972)
3. Roberto Aravire Flores (1976-1977)
4. Ives Arancibia Morales (2007-2008)  [5]